# 巴比妥酸
巴比妥酸是一种有机化合物，化学式为C4H4N2O3，它由德国化学家阿道夫·冯·拜尔在1864年研究尿酸时发现。巴比妥酸的德语名称“Barbitursäure”衍生自拜尔的爱人芭芭拉（Babara）。

## 合成
巴比妥酸最初由阿道夫·冯·拜尔通过二溴巴比妥酸和氰化氢反应得到，后来他发表了二溴巴比妥酸经钠汞齐和碘化氢的还原法。现在常用的方法是通过丙二酸二乙酯与尿素在乙醇钠催化下的缩合反应来制备：

## 性质及反应
巴比妥酸的α碳由于碳负离子的芳环稳定作用而具有一定程度的酸性（pKa = 4.01）：
巴比妥酸具有烯醇-酮互变异构，在气相或溶液中，酮是更稳定的。
它和4-硝基苯胺、亚硝酸在聚四氟乙烯颗粒存在下反应，可以得到5-(4-硝基苯基偶氮基)巴比妥酸。它和醛，如4-羟基苯甲醛可以发生Knoevenagel缩合反应，生成4-羟基亚苄基巴比妥酸。
二氧化氮可以将其硝化，生成5-硝基巴比妥酸。混酸对其硝化生成5,5-二硝基巴比妥酸，它可以进一步水解为二硝基甲烷。